# غاري لارسون
غاري لارسون (بالإنجليزية: Gary Larson)‏ هو رسام كارتون وصحفي أمريكي، ولد في 14 أغسطس 1950 في يونيفيرسيتي بليس في الولايات المتحدة.

## وصلات خارجية
- غاري لارسون على موقع IMDb (الإنجليزية)
- غاري لارسون على موقع مونزينجر (الألمانية)
- غاري لارسون على موقع ميوزك برينز (الإنجليزية)
- غاري لارسون على موقع إن إن دي بي (الإنجليزية)
- غاري لارسون على موقع ديسكوغز (الإنجليزية)
- غاري لارسون على موقع قاعدة بيانات الفيلم (الإنجليزية)